# NGC 7818
NGC 7818 ist eine spiralförmige Radiogalaxie vom Hubble-Typ Sc im Sternbild Fische auf der Ekliptik. Sie ist schätzungsweise 283 Millionen Lichtjahre von der Milchstraße entfernt und hat einen Durchmesser von etwa 90.000 Lichtjahren. Vom Sonnensystem aus entfernt sich die Galaxie mit einer errechneten Radialgeschwindigkeit von näherungsweise 6.200 Kilometern pro Sekunde.
Im selben Himmelsareal befinden sich unter anderem die Galaxien NGC 7816, NGC 7824, PGC 1317702, PGC 1333396.
Das Objekt wurde am 23. Oktober 1886 von dem US-amerikanischen Astronomen Lewis A. Swift entdeckt.